# Havant (circonscription du Parlement britannique)
Circonscription parlementaire de la Chambre des communes
Pour la ville, voir Havant.
La circonscription d'Havant est une circonscription parlementaire britannique située dans le Hampshire.
Cette circonscription a été créée en 1983 à partir de l'ancienne circonscription de Havant & Waterloo. Depuis 2015, elle est représentée à la Chambre des communes du Parlement britannique par Alan Mak, du Parti conservateur.

## Members of Parliament
| Élection | Élection | Membre         | Membre | Parti        |
| -------- | -------- | -------------- | ------ | ------------ |
|          | 1983     | Ian Lloyd      |        | Conservateur |
|          | 1992     | David Willetts |        | Conservateur |
|          | 2015     | Alan Mak       |        | Conservateur |

## Élections

### Élections dans les années 2010
| Parti         | Parti                | Candidat             | Voix   | %     | ±     |
| ------------- | -------------------- | -------------------- | ------ | ----- | ----- |
|               | Conservateur         | Alan Mak             | 30,051 | 65,4  | +5.6  |
|               | Travailliste         | Rosamund Knight      | 8,259  | 18,0  | -7.3  |
|               | Libéral Démocrate    | Paul Gray            | 5,708  | 12,4  | +6.4  |
|               | Green                | John Colman          | 1,597  | 3,5   | +1.1  |
|               | SDP                  | Alan Black           | 344    | 0,7   | +0.7  |
| Majorité      | Majorité             | Majorité             | 21,792 | 47,4  | +12.5 |
| Participation | Participation        | Participation        | 45,959 | 63,7  | -0.2  |
|               | Conservateur retenir | Conservateur retenir | Swing  | +6.45 |       |

| Parti         | Parti                | Candidat             | Voix   | %    | ±     |
| ------------- | -------------------- | -------------------- | ------ | ---- | ----- |
|               | Conservateur         | Alan Mak             | 27,676 | 59,8 | +8.1  |
|               | Travailliste         | Graham Giles         | 11,720 | 25,3 | +9.4  |
|               | Libéral Démocrate    | Paul Gray            | 2,801  | 6,0  | -0.5  |
|               | UKIP                 | John Perry           | 2,011  | 4,3  | -16.3 |
|               | Green                | Tim Dawes            | 1,122  | 2,4  | -2.8  |
|               | Indépendant          | Ann Buckley          | 984    | 2,1  | N/A   |
| Majorité      | Majorité             | Majorité             | 15,956 | 34,9 | +3.8  |
| Participation | Participation        | Participation        | 46,399 | 63,9 | +0.4  |
|               | Conservateur retenir | Conservateur retenir | Swing  | 0.6  |       |

| Parti         | Parti                | Candidat             | Voix   | %     | ±     |
| ------------- | -------------------- | -------------------- | ------ | ----- | ----- |
|               | Conservateur         | Alan Mak             | 23,159 | 51,7  | +0.6  |
|               | UKIP                 | John Perry           | 9,239  | 20,6  | +14.7 |
|               | Travailliste         | Graham Giles         | 7,149  | 15,9  | −1.8  |
|               | Libéral Démocrate    | Steve Sollitt        | 2,929  | 6,5   | −16.9 |
|               | Green                | Tim Dawes            | 2,352  | 5,2   | N/A   |
| Majorité      | Majorité             | Majorité             | 13,920 | 31,1  | +3.4  |
| Participation | Participation        | Participation        | 44,828 | 63,5  | +0.5  |
|               | Conservateur retenir | Conservateur retenir | Swing  | -7.05 |       |

| Parti         | Parti                | Candidat             | Voix   | %    | ±     |
| ------------- | -------------------- | -------------------- | ------ | ---- | ----- |
|               | Conservateur         | David Willetts       | 22,433 | 51,1 | +6.8  |
|               | Libéral Démocrate    | Alex Payton          | 10,273 | 23,4 | +3.2  |
|               | Travailliste         | Robert Smith         | 7,777  | 17,7 | −11.0 |
|               | UKIP                 | Gary Kerrin          | 2,611  | 5,9  | +3.5  |
|               | Démocrates anglais   | Fungus Addams        | 809    | 1,8  | +1.8  |
| Majorité      | Majorité             | Majorité             | 12,160 | 27,7 | +12.0 |
| Participation | Participation        | Participation        | 43,903 | 63,0 | +2.5  |
|               | Conservateur retenir | Conservateur retenir | Swing  | 1.8  |       |

### Élections dans les années 2000
| Parti         | Parti                | Candidat             | Voix   | %     | ±    |
| ------------- | -------------------- | -------------------- | ------ | ----- | ---- |
|               | Conservateur         | David Willetts       | 18,370 | 44,4  | +0.5 |
|               | Travailliste         | Sarah Bogle          | 11,862 | 28,7  | −4.8 |
|               | Libéral Démocrate    | Alexander Bentley    | 8,358  | 20,2  | +1.6 |
|               | Green                | Timothy Dawes        | 1,006  | 2,4   | +0.4 |
|               | UKIP                 | Stephen Harris       | 998    | 2,4   | +1.0 |
|               | BNP                  | Ian Johnson          | 562    | 1,4   | N/A  |
|               | Veritas              | Russell Thomas       | 195    | 0,5   | N/A  |
| Majorité      | Majorité             | Majorité             | 6,508  | 15,7  |      |
| Participation | Participation        | Participation        | 41,351 | 60,3  | +2.7 |
|               | Conservateur retenir | Conservateur retenir | Swing  | 2.65% |      |

| Parti         | Parti                | Candidat             | Voix   | %     | ±     |
| ------------- | -------------------- | -------------------- | ------ | ----- | ----- |
|               | Conservateur         | David Willetts       | 17,769 | 43,9  | +4.2  |
|               | Travailliste         | Peter Guthrie        | 13,562 | 33,5  | +1.5  |
|               | Libéral Démocrate    | Catherine Cole       | 7,508  | 18,6  | −3.8  |
|               | Green                | Kevin Jacks          | 793    | 2,0   | N/A   |
|               | UKIP                 | Timothy Cuell        | 561    | 1,4   | N/A   |
|               | Indépendant          | Roy Stanley          | 244    | 0,6   | N/A   |
| Majorité      | Majorité             | Majorité             | 4,207  | 10,4  |       |
| Participation | Participation        | Participation        | 40,437 | 57,6  | −12.8 |
|               | Conservateur retenir | Conservateur retenir | Swing  | 1.35% |       |

### Élections dans les années 1990
| Parti         | Parti                            | Candidat             | Voix   | %      | ±     |
| ------------- | -------------------------------- | -------------------- | ------ | ------ | ----- |
|               | Conservateur                     | David Willetts       | 19,204 | 39,7   | −13.1 |
|               | Travailliste                     | Lynne Armstrong      | 15,475 | 32,0   | +12.3 |
|               | Libéral Démocrate                | Michael Kooner       | 10,806 | 22,4   | −3.7  |
|               | Référendum                       | Anthony Green        | 2,395  | 5,0    | N/A   |
|               | British Isles People First Party | Major Atwal          | 442    | 0,9    | N/A   |
| Majorité      | Majorité                         | Majorité             | 3,729  | 7,7    |       |
| Participation | Participation                    | Participation        | 48,322 | 70,4   |       |
|               | Conservateur retenir             | Conservateur retenir | Swing  | -12.7% |       |

| Parti         | Parti                | Candidat             | Voix   | %    | ±    |
| ------------- | -------------------- | -------------------- | ------ | ---- | ---- |
|               | Conservateur         | David Willetts       | 32,233 | 55,0 | −2.2 |
|               | Libéral Démocrate    | Stephen van Hagen    | 14,649 | 25,0 | −3.1 |
|               | Travailliste         | Graham Morris        | 10,968 | 18,7 | +4.6 |
|               | Green                | Terry Mitchell       | 793    | 1,4  | N/A  |
| Majorité      | Majorité             | Majorité             | 17,584 | 30,0 | +1.0 |
| Participation | Participation        | Participation        | 58,643 | 79,0 | +4.4 |
|               | Conservateur retenir | Conservateur retenir | Swing  | +0.5 |      |

### Élections dans les années 1980
| Parti         | Parti                        | Candidat             | Voix   | %    | ±    |
| ------------- | ---------------------------- | -------------------- | ------ | ---- | ---- |
|               | Conservateur                 | Ian Lloyd            | 32,527 | 57,1 | +1.8 |
|               | Social Démocratique          | Elizabeth Cleaver    | 16,017 | 28,1 | −4.6 |
|               | Travailliste                 | James Philips        | 8,030  | 14,1 | +2.1 |
|               | Creek Road Fresh Bread Party | Gerald Fuller        | 373    | 0,7  | N/A  |
| Majorité      | Majorité                     | Majorité             | 16,510 | 29,0 |      |
| Participation | Participation                | Participation        | 56,947 | 74,6 |      |
|               | Conservateur retenir         | Conservateur retenir | Swing  |      |      |

| Parti         | Parti                                  | Candidat          | Voix   | %    | ±   |
| ------------- | -------------------------------------- | ----------------- | ------ | ---- | --- |
|               | Conservateur                           | Ian Lloyd         | 29,148 | 55,3 | N/A |
|               | Social Démocratique                    | Elizabeth Cleaver | 17,192 | 32,7 | N/A |
|               | Travailliste                           | Robert Norris     | 6,335  | 12,0 | N/A |
| Majorité      | Majorité                               | Majorité          | 11,956 | 22,6 | N/A |
| Participation | Participation                          | Participation     | 52,675 | 72,1 | N/A |
|               | Conservateur vainqueur (nouveau siège) |                   |        |      |     |

## Sources
- Résultats élections, 2005 (BBC)
- Résultats élections, 1997 - 2001 (BBC)
- Résultats élections, 1997 - 2001 (Election Demon)
- Résultats élections, 1983 - 1992 (Election Demon)
- Résultats élections, 1992 - 2005 (Guardian)